# Sodomizing the Archedangel
Albums de Anorexia Nervosa
Exile Drudenhaus
(2000)
Sodomizing the Archedangel est le premier EP du groupe de black metal symphonique français Anorexia Nervosa. Il est sorti en 1999 sous le label Osmose Productions.
Cet EP marque un tournant musical dans la carrière de Anorexia Nervosa. En effet, cet EP est un opus réalisé dans un style black metal symphonique, contrairement au premier album studio du groupe, Exile, qui est dans un registre metal industriel.
C'est le premier album de Anorexia Nervosa enregistré avec le vocaliste Hreidmarr et avec le claviériste Neb Xort au sein de la formation.
Le titre Divine White Light of a Cumming Decadence figurera dans la liste des titres de leur album studio suivant, Drudenhaus.

## Musiciens
- Hreidmarr : chant
- Stefan Bayle : guitare
- Pier Couquet : basse
- Neb Xort : claviers
- Nilcas Vant : batterie

## Liste des morceaux
| No | Titre                                     | Durée |
| -- | ----------------------------------------- | ----- |
| 1. | Divine White Light of a Cumming Decadence | 4:32  |
| 2. | Blood & Latex Terrortech War              |       |
| 3. | Excreted Communion Under Khaos Zero       |       |
| 4. | A Caresse of Flesh & Vomited Romance      |       |